# Peter von Oldenburg (1812–1881)

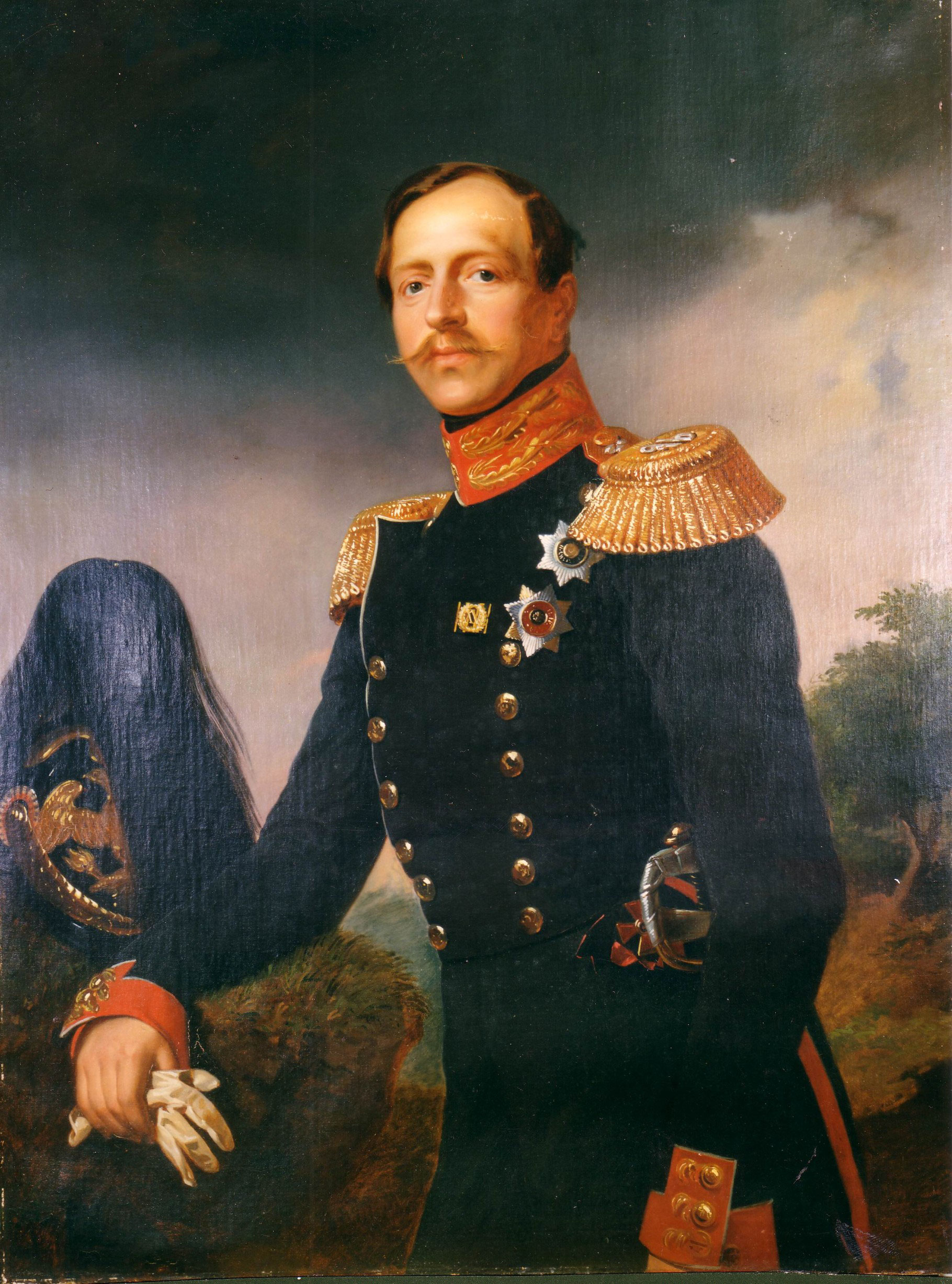
Herzog Peter von Oldenburg (1842)

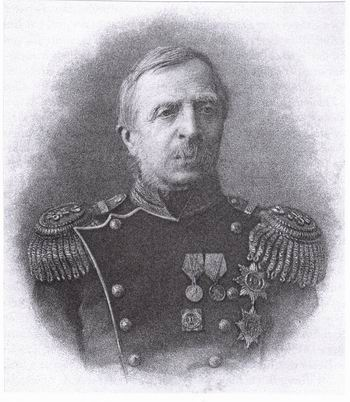
Peter von Oldenburg

Konstantin Friedrich Peter Prinz von Oldenburg (* 14. Augustjul. / 26. August 1812greg. in Jaroslawl; † 2. Maijul. / 14. Mai 1881greg. in Sankt Petersburg) war ein Prinz der russischen Nebenlinie aus dem Haus der Gottorfschen Oldenburger.

## Herkunft
Peter war der Sohn von Herzog Georg von Oldenburg (1784–1812) und der Großfürstin Katharina Pawlowna (1788–1819), später in zweiter Ehe Königin von Württemberg. Da sein Vater kurz nach seiner Geburt verstorben war und seine Mutter nach dem Tod ihres Ehemannes häufig ihren Bruder Zar Alexander I. auf Reisen begleitete, wurde Peter zusammen mit seinem älteren Bruder Alexander zunächst von der Zarenmutter Maria Fjodorowna erzogen.
Anfang 1816 heiratete die Mutter Katharina Pawlowna erneut. Ihr Ehemann war ihr Vetter 1. Grades Wilhelm von Württemberg, der kurz darauf am 30. Oktober 1816 König von Württemberg wurde. 1819 starb Katharina Pawlowna. Peter und sein Bruder hatten ihre Mutter zu ihrem Stiefvater nach Stuttgart begleitet, kamen nun nach ihrem Tod aber zunächst nach Oldenburg zu ihrem Großvater Peter Friedrich Ludwig, dem Regenten des Großherzogtums Oldenburg. 1829 starben sowohl der Großvater als auch Peters Bruder Alexander, und der Mitvormund Zar Nikolaus I., der Bruder seiner Mutter, rief Peter nach Russland zurück. Zu dieser Zeit war Peter ein Kandidat für den griechischen Thron; Zar Nikolaus bestand aber darauf, dass Peter nach Russland zurückkehrte und dort seinen Militärdienst ableistete. So wurde 1832 der Wittelsbacher Otto König von Griechenland; er heiratete später Amalie von Oldenburg, eine Cousine Peters.

## Karriere
Peter begann seinen Militärdienst am 27. Dezember 1830 beim Preobraschenski Leib-Garderegiment des Zaren, in dem er bereits seit seiner Geburt den Ehrenrang eines Obersten innehatte. In der Folge brachte er es beim russischen Militär bis zu seinem Abschied 1834 zum Generalleutnant. Anschließend stand er in zivilen russischen Staatsdiensten und war Mitglied des Regierenden Senats und später Rat für Militär-Lehranstalten. Nachdem er festgestellt hatte, dass es in Russland an gut ausgebildeten Juristen mangelte, gründete er 1835 mit privaten Mitteln die Kaiserliche Rechtsschule in Sankt Petersburg, zu deren Kurator er in der Folge vom Zaren ernannt wurde.

### Soziale Tätigkeit
In besonderem Maße engagierte sich Peter im sozialen und Bildungsumfeld und setzte sich hier insbesondere für die Mädchen- und Frauenbildung ein. Bereits 1836 hatte er in Oldenburg eine höhere Mädchenschule gegründet, aus der später die Cäcilienschule Oldenburg hervorging. 1838 bat er um Entlassung aus dem Regierungssenat, um in die Vierte Abteilung der Kaiserlichen Privatkanzlei zu wechseln, die mit den sozialen Fragen des Kaiserreichs befasst war. Schon vorher war Peter als Mitglied von Beiräten und Vorständen und als Kurator von Lehranstalten, Waisenhäusern und Krankenhäusern tätig. 1839 wurde er Leiter des Mariinski-Krankenhauses in Sankt Petersburg, das seine Großmutter gegründet hatte. 1841 gründete er ein Haus der Kinder-Kunst für die Kinder armer Familien, dessen Schirmherrschaft seine Frau Therese übernahm. 1845 wurde Peter Vorsitzender des Hauptrates aller Frauen-Lehranstalten Russlands und damit Leiter aller Mädchenschulen des Landes. Im März 1845 erhielt er durch Zar Nikolaus das Prädikat Kaiserliche Hoheit als Zeichen der Zugehörigkeit zur kaiserlichen Familie. 1858 gründete Peter auf Initiative der ebenfalls deutschstämmigen Zarin Marija Alexandrowna das erste öffentliche Mädchengymnasium Russlands, das allen Ständen offenstand. 1859 gründete er zusammen mit seiner Tochter Alexandra, der Frau des Zarensohnes Nikolai, das Krankenhaus Pokrovskaja-Bolniza. Weiterhin übernahm er 1860 die als Stiftung der Zarin organisierte Hauptverwaltung aller Wohltätigkeits- und Erziehungseinrichtungen Russlands. 1869 trat Peter als Stifter eines Kinderkrankenhauses für Kinder armer Familien in Erscheinung, das bis zur Oktoberrevolution 1917 seinen Namen trug und an dem der berühmte Kinderarzt Karl Rauchfuss Chefarzt war. Unter Peters Leitung wuchs die Anzahl der Anstalten der Sozialabteilung landesweit von 104 auf 496 an.

### Engagement für den Frieden
Bereits nach dem Deutsch-Französischen Krieg hatte sich Peter in Briefen an Kaiser Wilhelm I. und den französischen Präsidenten gewandt, in denen er Abrüstung und den Transfer von Rüstungsmitteln in Bildung und Wissenschaft forderte. 1880 initiierte er mit führenden russischen Juristen, unter anderem Friedrich Fromhold Martens, die Gründung der Russischen Gesellschaft für internationales Recht, die in der Folge Grundlagen einer internationalen Gerichtsbarkeit erarbeitete. Sie bildeten die Basis für die Initiative des Zaren Nikolaus II. zur Haager Friedenskonferenz 1899, die zur Gründung des Ständigen Schiedshofs nach einer von Martens verfassten Konzeption führte.

### Dichter und Komponist
Neben diesen Tätigkeiten trat Peter auch als Dichter und Komponist hervor. Zudem stand er mit einigen bedeutenden Künstlern seiner Zeit in Kontakt. Bereits 1837 besuchte er Alexander Puschkin unmittelbar vor dessen Tod. Clara Schumann, Pjotr Iljitsch Tschaikowski, Franz Liszt und weitere besuchten sein Palais an der Newa, um dort zu musizieren, wobei auch Peters eigene Kompositionen gespielt wurden. 1878 veröffentlichte er einen Band seiner Gedichte, die auf Deutsch verfasst und dann ins Russische übersetzt wurden.
Peter starb 1881 an einer Lungenentzündung, die er sich kurz vorher offenbar bei der Beerdigung des von ihm hochverehrten Dichters Fjodor Dostojewski zugezogen hatte. Dostojewskis Witwe pflegte Peter daraufhin bis zu seinem Tod.
Er war seit 1835 Ehrenmitglied der Russischen Akademie der Wissenschaften in St. Petersburg.

## Familie
Herzog Peter heiratete am 23. April 1837 in Biebrich Prinzessin Therese von Nassau (* 17. April 1815 in Weilburg; † 8. Dezember 1871 in Prag), Tochter des Herzogs Wilhelm von Nassau (1792–1839) und seiner ersten Frau Prinzessin Luise von Sachsen-Hildburghausen (1794–1825). Das Ehepaar hatte acht Kinder:
- Alexandra (* 2. Juni 1838 in St. Petersburg; † 13. April 1900 in Kiew, Ukraine) ⚭ 1856 Großfürst Nikolai (* 8. August 1831; † 25. April 1891)
- Nikolaus von Oldenburg (* 9. Mai 1840 in St. Petersburg; † 20. Januar 1886 in Genf, Schweiz) ⚭ Maria Bulazel, Gräfin von Osternburg
- Cecile von Oldenburg (* 27. Februar 1842 in St. Petersburg; † 11. Januar 1843 ebenda)
- Alexander (* 2. Juni 1844 in St. Petersburg; † 6. September 1932 in Biarritz, Frankreich). Erbe der russischen Oldenburger. ⚭ Eugenia von Leuchtenberg * 1. April 1845; † 4. Mai 1925
  - Peter Alexandrowitsch Herzog von Oldenburg ⚭ Olga Alexandrowna Großfürstin von Russland
- Katharina von Oldenburg (* 21. September 1846 in St. Petersburg; † 23. Juni 1866 ebenda)
- Georg von Oldenburg (* 17. April 1848 in St. Petersburg; † 17. März 1871 ebenda)
- Konstantin von Oldenburg (* 27. April 1850 in St. Petersburg; † 18. März 1906 in Nizza, Frankreich) ⚭ 1882 Agrippina Japaridze (* 25. Oktober 1855; † 18. Oktober 1927), (⚮ Prinzessin Dadiani, erhoben zur „Gräfin von Zarnekau“)
- Therese von Oldenburg (* 30. März 1852 in St. Petersburg; † 18. April 1883 ebenda) ⚭ Georg Maximilianowitsch, Georg Herzog von Leuchtenberg (* 29. Februar 1852; † 16. Mai 1912)

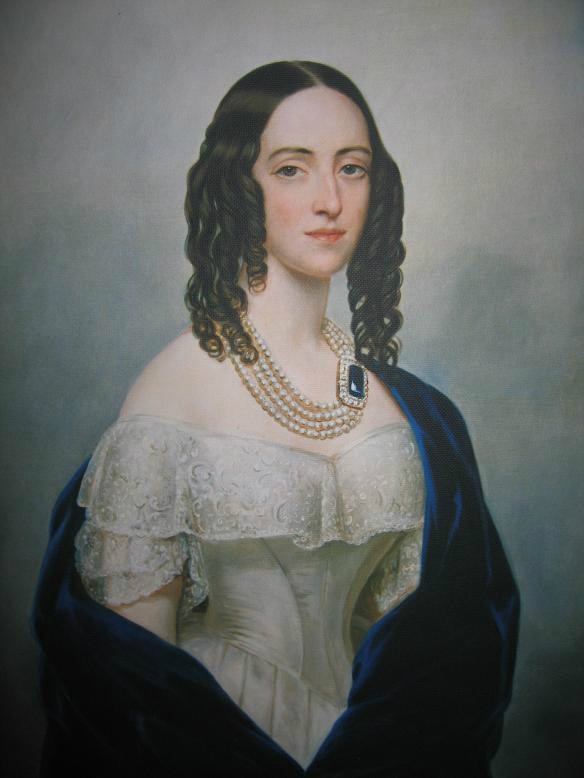
Therese von Nassau
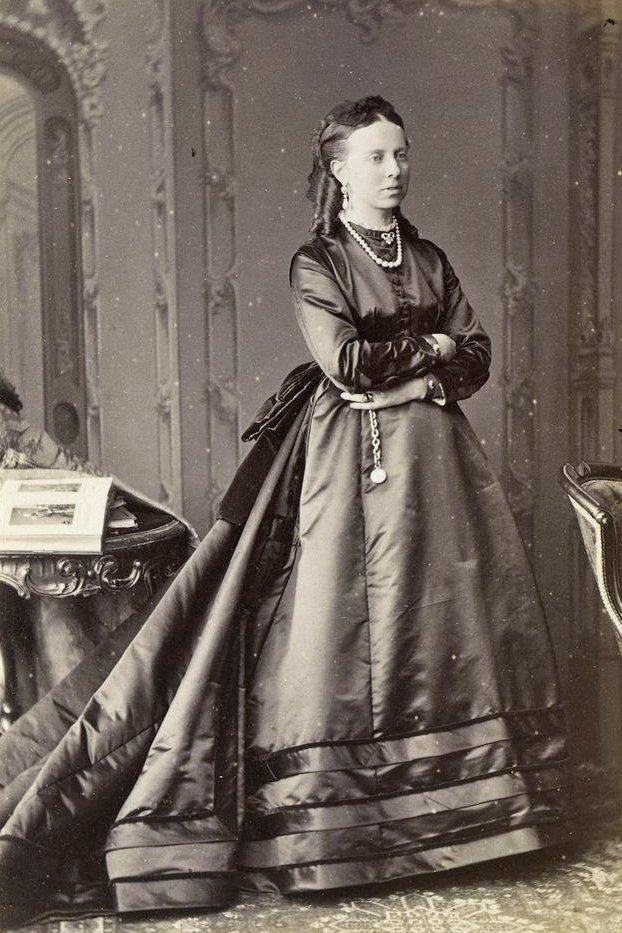
Alexandra von Oldenburg
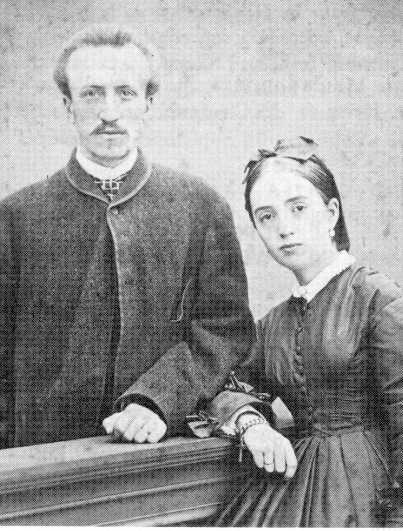
Nikolaus von Oldenburg mit seiner Gattin Marie
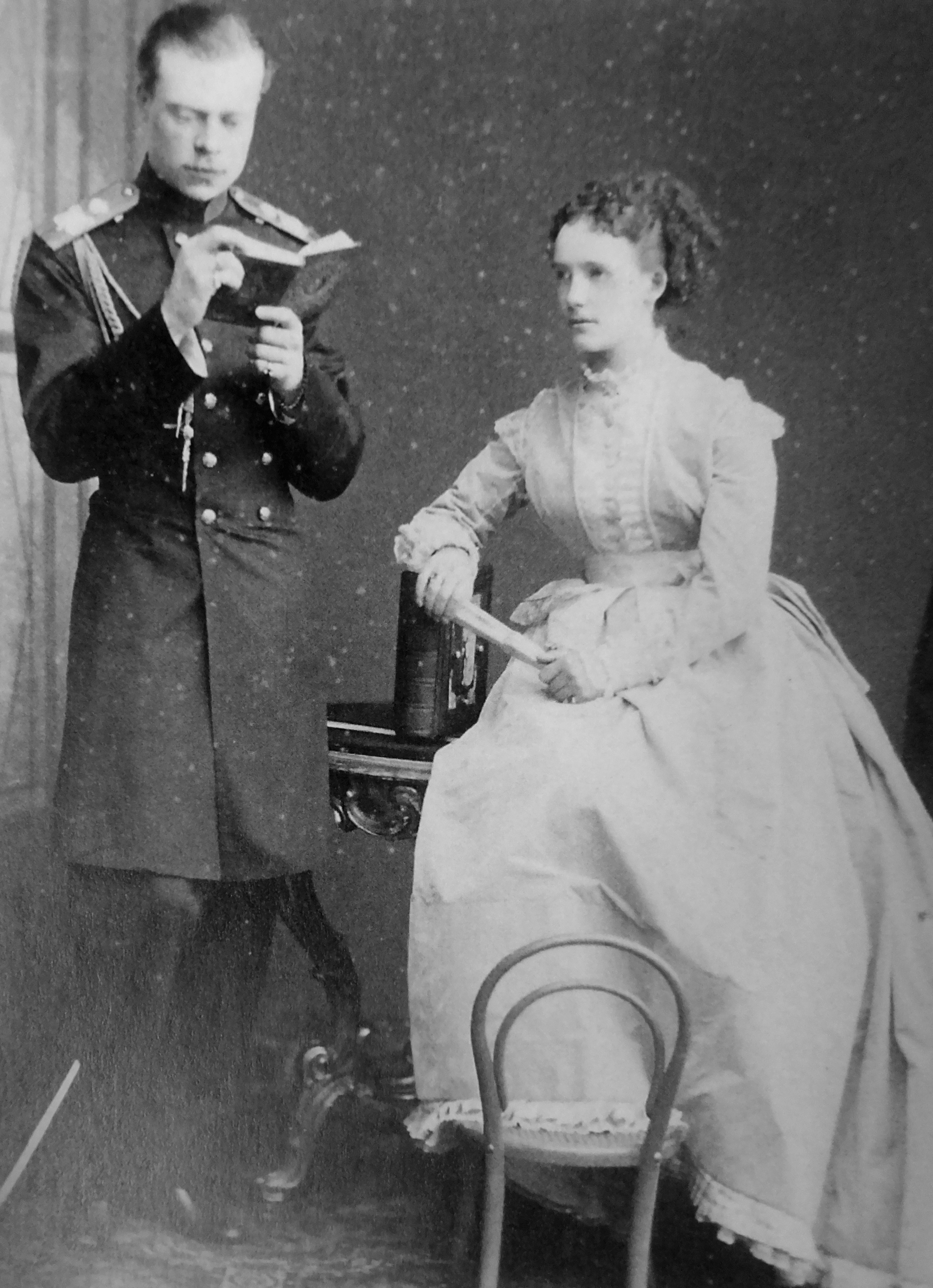
Alexander von Oldenburg mit seiner Gattin Eugenia
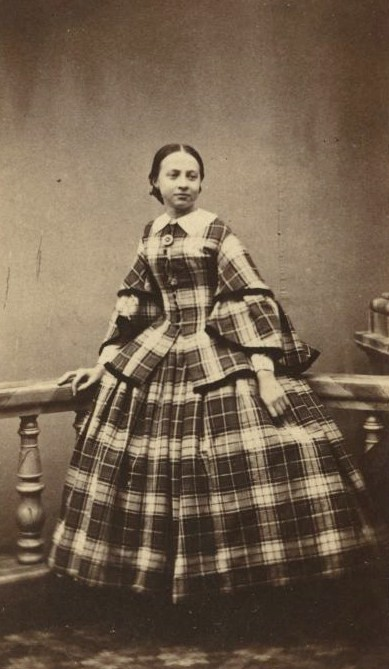
Katharina von Oldenburg
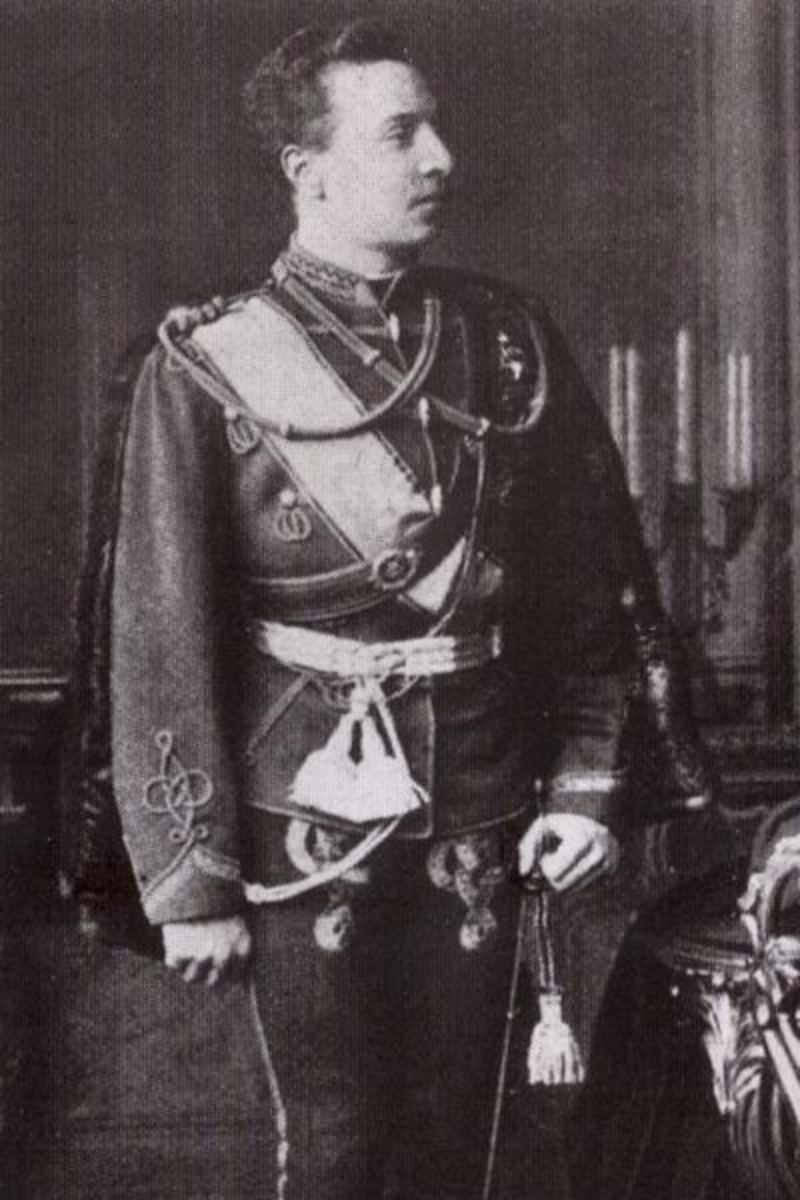
Konstantin von Oldenburg
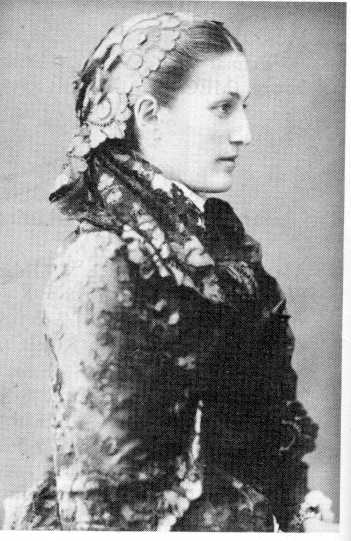
Agrippina Dschaparidse, Gräfin von Zarnekau
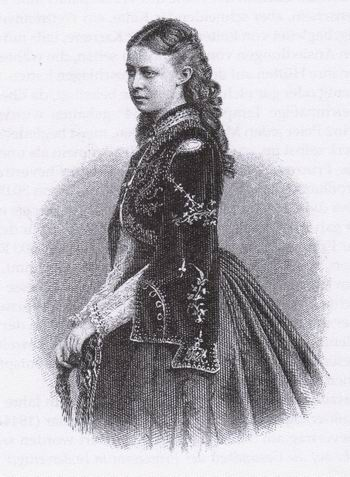
Therese von Oldenburg